# 水分穴
水分穴（すいぶんけつ）は、任脈に属す第9番目の経穴である。

## 部位
へその中央にある神闕穴の上1寸。なお、骨度法では、胸骨体の下端とへその間を8寸とする。

## 効能
胃や腸における水の滞り、尿に関するトラブルに効くといわれる。小便不利やむくみ、夜尿症（おねしょ）などによくもちいられる。西洋医学が伝わる以前は、このあたりに細い竹の管を刺して、腹水の穿刺をしたという。

## 名前の由来
東洋医学では、おしっこは腎臓で血液を濾過して作られるのではなく、小腸と大腸の継ぎ目が濾紙のようになっていて、こされた液体は膀胱にたまっておしっこに、かすは大腸に入り、うんちになるものとされていた。この経穴のあたりがちょうどその小腸と大腸の連結部に当たることから「水分」と名付けられた。また、「水毒」と呼ばれる水に関わる不具合を直す経穴でもあることも示している。

## その他
一部の書物に禁鍼穴とするものがあるが、刺鍼しても特に問題はない。ただ、水毒は火を持って制すという意志から、お灸の法が好まれたと思われる。
「腹水に著効がある」と書かれている鍼灸の参考書があるが、腹水は、腹水癌（がん性腹膜炎）などの可能性もあるので、専門医に委ねた方がよい。